# جاك شنايدر
جاك شنايدر (بالفرنسية: Jacques Schneider)‏ هو صناعي فرنسي، ولد في 25 يوليو 1879 في باريس في فرنسا، وتوفي في 1 مايو 1928 في بيوليو سور مير في فرنسا.